# NGC 73
NGC 73 أو إن جي سي NGC 73 هيَ مجرة حلزونية تَقع على بعد 350 مليون سنة ضوئية ضِمن كوكبة قيطس. تم اكتشاف هذه المَجرة من قبل الفَلكي الأمريكي لويس سويفت في عام 1886 في الولايات المتحدة. يَبلغ القدر الظاهري لهذه المجرة 13.7.